# PrivatAir
A PrivatAir é uma empresa aérea com sede em Genebra, Suíça, que opera apenas com aeronaves que são totalmente configuradas com assentos de classe executiva.

## História
A companhia iniciou as operações em 1977, mas só recebeu a homologação das autoridades suíças em junho de 1995. Em agosto de 2000, a PrivatAir começou a voar nos EUA e o "PrivatAir Group" foi formado. Em maio de 2003, a PrivatAir e a Swissport criaram a companhia "PrivatPort" negociaram uma companhia executiva, inicialmente em Genebra. A PrivatAir S.A. tem 49% das ações da PrivatPort.

## Frota

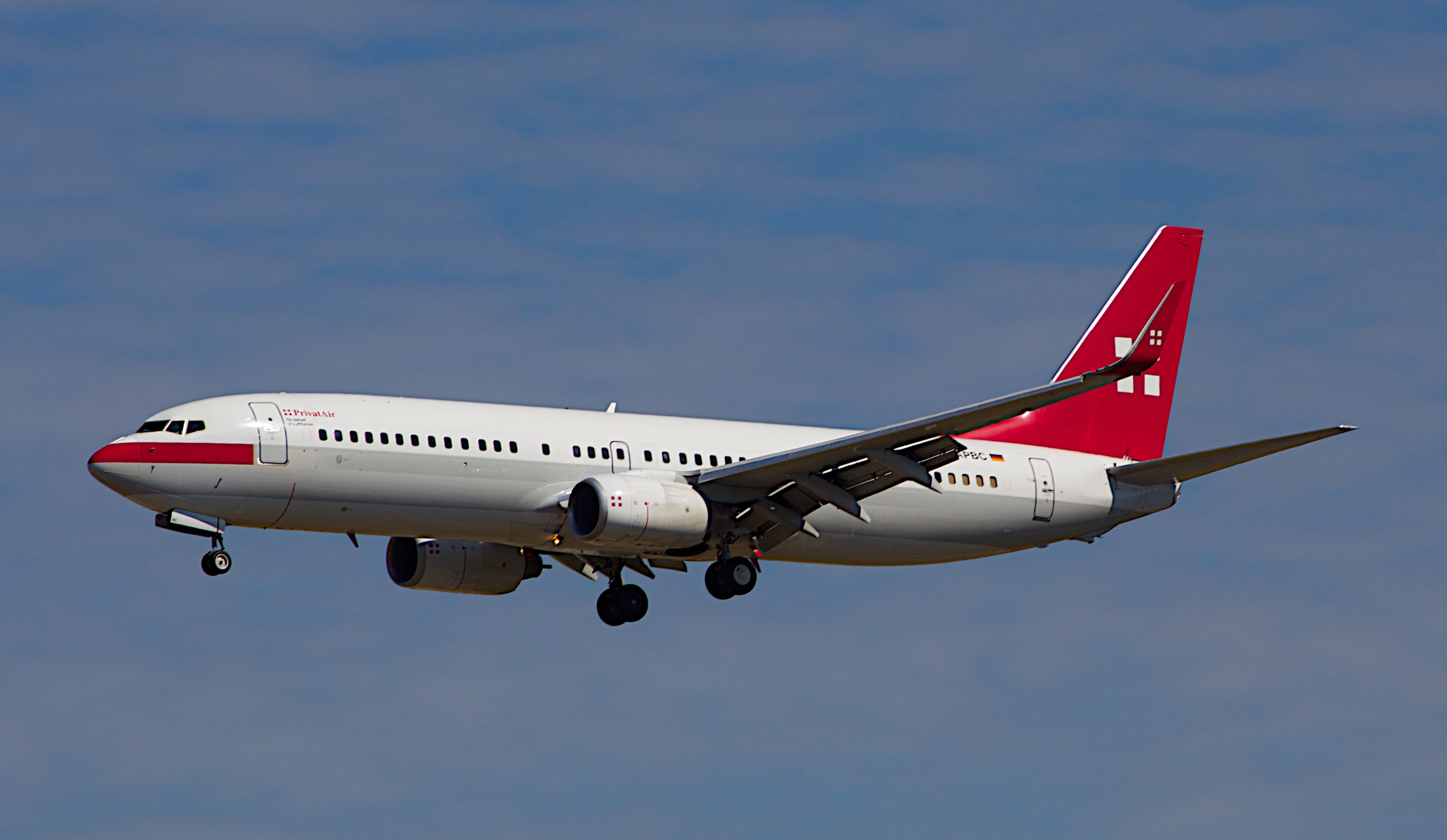
Boeing 737-800 da PrivatAir.

A frota da empresa é composta das seguintes aeronaves (estimativa de agosto de 2008):
| Tipo              | Quantidade | Assentos | Pedidos/Opções |
| ----------------- | ---------- | -------- | -------------- |
| Airbus A319-100LR | 2          | 48       | 0/0            |
| Boeing 737-700BBJ | 1          | 44       | 0/0            |
| Boeing 737-800    | 1          | 56       | 0/0            |
| Boeing 757-200    | 1          | 49       | 0/0            |
| Boeing 767-300ER  | 1          | 50       | 0/0            |
| Boeing 787-8      | 0          |          | 2/1            |

A PrivatAir encomendou dois Boeing 787-8 Dreamliner para substituir seus antigos Boeing 767 na próxima década. Não vai ser a primeira linha aérea executiva a operar a aeronave. A Boeing recebeu as encomendas dos 787 da PrivatAir em 17 de Janeiro de 2008 [carece de fontes?].

## Códigos
- ICAO: PTI
- Callsign: PrivatAir [3]
- ICAO: PTG
- Callsign: PrivatJet [3]